# Lars Axel Liljenstolpe
Lars Axel Liljenstolpe, tidigare Lindblom, född 16 augusti 1743 i Skeda församling, Östergötlands län, död 28 november 1806 i Lofta församling, Kalmar län, var en svensk häradshövding.

## Biografi
Lars Axel Liljenstolpe föddes 1743 på Blackebo regementspastorsboställe i Skeda socken. Han var son till kyrkoherden Axel Johan Lindblom i Odensvi pastorat och Regina Margaretha Pallavicini. Liljenstolpe studerade 1756 i Linköping och blev 18 september 1761 student vid Uppsala universitet. Under sin studietid var han kanslist vid Akademiska konsistoriet. Liljenstolpe blev 1764 auskultant i Svea hovrätt, 1766 auskultant i Göta hovrätt och 1766 tjänstgjorde han vid akademikansliet i Lund. Han blev 1768 vice häradshövding, 1773 auskultant i justiterevisionsexpeditionen, 14 juni 1775 extra ordinarie kanslist i justiterevisionsexpeditionen och 10 november 1775 kanslist i Riksarkivet. Liljenstolpe blev 26 december 1775 häradshövding i Norra och Södra Tjusts härader i Kalmar län. Han adlades 20 december 1788 till Liljenstolpe och fick 20 december 1799 lagmans karaktär. Liljenstolpe avled 1806 på Vinö i Lofta socken och begravdes i Liljenstolpeska familjegraven på Hjorteds kyrkogård.

### Familj
Liljenstolpe gifte sig 20 december 1778 på Falsterbo bruk i Hjorteds socken med Catharina Margareta Liljenstolpe (1758–1798), dotter av brukspatronen Hans Liljenstolpe och Anna Lucia Meijer. De fick tillsammans barnen Hans Axel Liljenstolpe (1779–1780), vice häradshövdingen Axel Liljenstolpe (1781–1863), Gustaf Liljenstolpe (1784–1870), Lucia Liljenstolpe (1785–1877) som var gift med landshövdingen Hampus Vilhelm Mörner af Morlanda, översten Carl Otto Liljenstolpe (1786–1865) och Helena Sofia Liljenstolpe (1788–1788).